# Маринела (Козенца)
Маринела је насеље у Италији у округу Козенца, региону Калабрија.
Према процени из 2011. у насељу је живело 317 становника. Насеље се налази на надморској висини од 148 м.